# Мицень
Мицень (рос. Мицень) — посёлок станции в Желєзногорському районі Курської області Російської Федерації.
Населення становить 32 особи. Входить до складу муніципального утворення Кармановська сільрада.

## Історія
Населений пункт розташований на території українського етнічного та культурного краю Східна Слобожанщина.
Від 2004 року входить до складу муніципального утворення Кармановська сільрада.

## Населення
| 1979 | 2002 | 2010 |
| ---- | ---- | ---- |
| 85   | ↘23  | ↗32  |